# Hanni Finková
Hanni Finková (1910-1939) fue una deportista checoslovaca que compitió en luge en la modalidad individual. Ganó cuatro medallas en el Campeonato Europeo de Luge entre los años 1934 y 1939.

## Palmarés internacional
| Campeonato Europeo | Campeonato Europeo     | Campeonato Europeo | Campeonato Europeo |
| Año                | Lugar                  | Medalla            | Prueba             |
| ------------------ | ---------------------- | ------------------ | ------------------ |
| 1934               | Ilmenau (Alemania)     | Medalla de oro     | Individual         |
| 1935               | Krynica (Polonia)      | Medalla de oro     | Individual         |
| 1938               | Salzburg (Austria)     | Medalla de bronce  | Individual         |
| 1939               | Reichenberg (Alemania) | Medalla de bronce  | Individual         |